# Gozdawa (województwo dolnośląskie)
Gozdawa, niem. Gossendorf – wieś w Polsce położona w województwie dolnośląskim, w powiecie średzkim, w gminie Środa Śląska.

## Podział administracyjny
W latach 1975–1998 miejscowość administracyjnie należała do województwa wrocławskiego.

## Demografia
Według Narodowego Spisu Powszechnego (III 2011 r.) liczyła 63 mieszkańców. Jest najmniejszą miejscowością gminy Środa Śląska.

## Zabytki
Do wojewódzkiego rejestru zabytków wpisany jest:
- zespół pałacowy, z około 1860 r.:
  - pałac
  - park